# Stilobezzia fulvacea
Stilobezzia fulvacea är en tvåvingeart som beskrevs av Remm 1980. Stilobezzia fulvacea ingår i släktet Stilobezzia och familjen svidknott.
Artens utbredningsområde är Tadzjikistan. Inga underarter finns listade i Catalogue of Life.